# آنری بومله
آنری بومله (فرانسوی: Henri Baumler‎) دوچرخه‌سوار اهل فرانسه بود. وی در بازی‌های المپیک تابستانی ۱۹۰۸ شرکت کرده است.